# Le Silence de la mer (1949)
Le Silence de la mer is een Franse oorlogsfilm uit 1949 onder regie van Jean-Pierre Melville.

## Verhaal
De Duitse officier Werner von Ebrennac verblijft tijdens de oorlog in een klein Frans dorp. Hij woont in bij een man en zijn nichtje, maar die beschouwen hem als een verachtelijk mens. Hij vertelt hartstochtelijk over muziek, wijsbegeerte en zijn ideeën over de relatie tussen Frankrijk en Duitsland. Een bezoek aan Parijs schudt hem wakker.

## Rolverdeling
| Acteur            | Personage           |
| ----------------- | ------------------- |
| Howard Vernon     | Werner von Ebrennac |
| Nicole Stéphane   | Nicht               |
| Jean-Marie Robain | Oom                 |
| Ami Aaröe         | Verloofde           |
| Georges Patrix    | Oppasser            |
| Denis Sadier      | Vriend              |
| Rudelle           | Duitser             |
| Max Fromm         | Duitser             |
| Claude Vernier    | Duitser             |
| Max Hermann       | Duitser             |
| Fritz Schmiedel   | Duitser             |